# Eucera clypeata
Eucera clypeata là một loài Hymenoptera trong họ Apidae. Loài này được Erichson mô tả khoa học năm 1835.